# 알라노 밀러
알라노 밀러(Alano Miller, 1980년 ~ )는 미국의 배우, 텔레비전 배우이다.
올랜도에서 태어났다.

## 영화
- 러빙 (2016년) - 레이먼드 역
- 위시 유 웰 (2013년)
- 루프 플레인 (2010년)